# الكون الخادع
نشر المؤلف (جيرولد ثاكر) هذه الدراسات في كتابهِ المثير (الكون الخادع). وفيه نظرة ثورية للكون الماثل أمام ناظرينا. ولأهمية الكتاب حيث أنه يعارض ثوابت وحسابات فلكية قبلها علماء الفلك الحديث على علاتها. 
والكاتب ليس بعالم فلك ولكنه قارئ لعلومه طوال خمسين عامًا ولا سيما وأن معظم نظرياته وفرضياته الحديثة عبارة عن حدسيات وافتراضات منها منطقي ومنها شبه منطقي. وهي ليست ثوابت مؤكدة ولكنها فرضيات محتملة تخضع للنقد والتأويل ولاسيما وأن الفلك كتاب مفتوح ما زال علماؤه يتصفحونه علي مكث ولم يبلغوا فيه شيئا يذكر أو يقينا مجزمًا رغم أنه ماثل لناظرينا. وماخفي فيه كان أعظم. وهذه النظرة الواقعية تجعل كوننا وعاءً مغلقًا لا يكشف عن ستره أو أعماق ما في جوفه. فنراهم يوغلون فيه برفق كأنهم عميان يتحسسون فيلا عملاقًا. وقال أيضا :هناك أشياء شنيعة في الفلك جعلنا علماؤه نعتقد فيها رغم أنها لاتصدق وغير معقولة. ودعا علماء الفلك لإعادة النظر في المفاهيم والافتراضات الفلكية الحديثة. لأن معظمها هراء علمي. ولقد أثار الكاتب فيما أثاره عدة مسائل حول نظريات إينشتين وزملائه من أساطير الفيزياء الفلكية والرياضيات الحديثة، وتناولها من خلال البحث والتقصي والنظرة المنطقية والتحليلية والإقناعية.

## مقدمة الكتاب
يقول في مقدمة كتابه : لقد أصبحت مقتنعا بأن الكون مختلف كثيراً عما صوره لنا علماء الفلك. وقال أيضا : قد يكون الكون ساكنًا ولا يوجد ثمة اعتقاد بأن الانفجار الكبير قد حدث ليكون بداية لظهوره وأن الكوزارات ليست نائية لاتبث طاقات عالية ولايوجد شيء اسمه الثقب الأسود الهائل وأن الفلكيين تجاهلوا انحناء الضوء بواسطة حقول الجاذبية بالكون[بحاجة لمصدر]. ولو صحت هذه الفرضية ستقلب نظريات إينشتاين ودبللر وهبل رأسا علي عقب[بحاجة لمصدر]. مما سيكون هذا بمثابة ثورة فلكية ستشكل فلك القرن الواحد والعشرين. 
فنري الكاتب (ثاكر) يضع عدة تساؤلات محيرة فيقول : هل المجرات وعناقيد النجوم حقيقية ؟. فالكون أيضا قد يكون غير متمدد والانفجار الكبير خرافة صورها علماء الفلك وزينوها لنا. وعرض الكاتب نظرة جديدة لمفهوم الجاذبية. وهل عناقيد النجوم والمجرات حقيقية أم وهم بصري ؟. وماهي النجوم العظمي Super stars [بحاجة لمصدر].

## كون خادع
وضع (ثاكر) قائمة ببعض المغالطات الفلكية في صدر بحثه الشيق. وهي تدعو للتساؤل، فقال :إذا كانت الإزاحة الحمراء في طيف ضوء الكوزارات حسب نظرية (تأثير دوبللر) حقيقة ؟. فهذا معناه أنها تبتعد عنا بسرعة 99,99%[بحاجة لمصدر] من سرعة الضوء. وتستهلك طاقة خيالية لتصل لهذه السرعة. ففي معجل (سيكلترون) نجده يستهلك طاقة كهربائية تعادل ماتستهلكه مدينة[بحاجة لمصدر] ليسرع بعض الذرات به لتصل لهذه السرعة. وإذا كان يعتقد أن الكوزارات تبعد عنا بحوالي 20 مليار سنة ضوئية ؟. فهذا معناه أنها أقدم من عمر الكون الذي قدره العلماء 15 مليار سنة ضوئية حيث كان الانفجار الكبير[بحاجة لمصدر].
-	إذا كان عمر كل الكوازارات بلايين السنين الضوئية ؟. فكيف كان لبعضها حركة منتظمة ؟. فهذا معناه أن قياس بعده خطأ[بحاجة لمصدر]. 
-	لماذا لاتوجد كوازرات قريبة منا ؟
-	عام 1998. لاحظ الفلكيون مفجر الشعة الكونية (Cosmic- ray burster). وأعلنوا أنه يطلق طاقة تعادل ثانية من الطاقة التي يبثها 10 مليارات تريليون نجم مجتمعة بالكون[بحاجة لمصدر]. ويوجد هذا المفجر للأشعة الكونية علي بعد 12مليار سنة ضوئية. لكن هذا التقدير المذهل سوف يختفي لو أن بعد المجرات أقل مما قدر حاليا[بحاجة لمصدر]
-	أعلن الفلكيون أن 95% من مكونات الكون مفقودة أو غير مرئية. فلايمكنهم وجودها. لأنها كما يقول (ثاكر) غير موجودة أصلا[بحاجة لمصدر].
-	حسب نظرية الانفجار الكبير فإن عمر الكون 14 مليار سنة تقريبًا. ويقول (ثاكر): إنه من المستحيل أن هيئة الكون من مجرات وعناقيد مجراتية وغيرهما قد تكونت في هذه الفترة القصيرة نسبيا[بحاجة لمصدر]. 
-	اتخذ الفلكيون أشعة الخلفية الكونية الميكروية كبرهان علي وقوع الانفجار الكبير. لكن الأشعة لابد وأن تكون كثيفة لمضاهاة تكثف Clumpiness الكون[بحاجة لمصدر].
-	النوابض تعتبر نجوما نترونية دوارة. ولو كان هذا صحيحا. فإن الكثير منها قطره 10 ميل وتسير بحركة مغزلية 600 مرة في الثانية[بحاجة لمصدر]. وبهذا المعدل من الدوران فإن سطحها سيرحل بسرعة تعادل 10% من سرعة الضوء.

## قانون هبل
لقد شكلت نظرية (هبل) حول تمدد الكون ومعها نظرية الانفجار الكبير أسس الفلك الجديث منذ سبعين عاما. ففي عام 1926 صاغ إدوين هبل نظريته عندما تفحص طيف أشعة مجرات بعيدة حتي ولو كانت خافتة. ووجد فيه علاقة غير عادية حيث لاحظ تزحزح طيف كل مجرة إلي نهاية الجانب الذي فيه لون الطيف الأحمر. وقال هبل أن المجرات الخافتة أبعد مجرات الكون. ولوكان هذا صحيحا كما يقول (ذاكر) فإن المجرة كلما بعدت فإن إلإزاحة للجانب الأحمر بالطيف تكون كبيرة. وهناك ثلاثة احتمالات كان يعتقد أنها سبب إزاحة اللون الأحمر بالضوء من الأجسام البعيدة. لأن أشعة الضوء من الأجرام البعيدة كالمجرات عندما تمر في الفضاء الخالي بالكون. فإنها تتفاعل مع أشياء تجعلها تفقد كميات كبيرة من الطاقة في مسارها نحو الأرض. وهذه الطاقة المفقودة سوف تري كإزاحة حمراء في الضوء المستقبل. لهذا فإن الضوء الوافد من مجرات بعيدة خلال الفضاء منذ ملايين السنين قبل أن يصل للأرض فكان يوجد متسع من الوقت لوقوع التفاعلات. لكن بعض العلماء يعتقدون أن هذه التفاعلات تسبب تشتيت الضوء مما يزيد في أحجام الأجسام البعيدة أشبه برؤيتنا للضوء المبهر لكشافات السيارات في الضباب. لكن لايلاحظ في هذه الحالة أي إتساع. لهذا لايظن الفلكيون أن هذه الحالة سبب الإزاحة للون الأحمر. لكن قانون(هبل) طبق أولا لقياس مسافات المجرات حسب الإزاحة الحمراء الضئيلة لأطياف أضوائها. وعندما اكتشفت الإزاحة الحمراء لأطياف أضواء الكوازارات. طبق هذا القانون عليها تلقائيا وبدون تدقيق لتحديد مسافاتها. فلو ظهر أن قانون هبل لاينطبق علي هذه الكوازارات. فإن الغموض الذي يكتنفها سوف يختفي. وفي نظرية النسبية بين إينشتين أن سحب الجاذبية لشعاع ضوء عندما يترك جسما كالشمس فإنه يفقد جزءا صغيرا من طاقته نطلق عليه إزاحة حمراء.. وهذا أشبه بسحب الجاذبية الأرضية لصاروخ عندما ينطلق من فوق الأرض. والمشكلة أن المجرات بعيدة جدا عن قياس الإزاحة الحمراء. لأنها تقاس من مجرات نائية مما يولد هذه الإزاحة التي تعتمد علي وظيفة الكتلة وقطر الجسم دون تأثير للمسافة.وتأثير (دوبلر) نجده في جسم كنجم يقترب من الأرض حيث نجد أن تردد ضوئه الذي نستقبله منه يزداد قليلا وينزاح قليلا أيضا ناحية نهاية الشريط باللون الأزرق بالطيف. ويطلق علي هذه الإزاحة إزاحة ناحية الأزرق. وهذه الإزاحة لوحظت في كثير من النجوم والمجرات القريبة. وعلي العكس لو تحرك النجم بعيدا عن الأرض. فإن تردد الضوء يقل وينزاح قليلا لنهاية اللون الأحمر بالطيف كما بينه (هبل). وهذا يؤكد أن المجرات البعيدة فقط هي التي تظهر الإزاحة الحمراء. لكنه بين أن كل المجرات كلما بعدت عنا في كل الاتجاهات كلما زادت إزاحة طيف ضوئها ناحية اللون الأحمر.وتبدو وكأنها تتحرك بعيدا بسرعات أكبر من المجرات القريبة. ويبدو الكون يتمدد كالبالونة عند نفخها بسبب تأثير انفجار كوني.وللكوازارات إزاحات حمراء في أطياف أضة ائها. وهذه الإزاحة تبين أن الكوازارات ترحل بسرعة 99,5%من سرعة الضوء وهي علي بعد ملايين السنين الضوئية. وهذا التعريف وضع حسب قانون (هبل)لتحديد مسافاتها وبعدها. إلا أن بعض الفلكيين شككوا في ضحة تطبيق قانون (هبل) عليها. لهذا نجد أن نظرية (تأثير دوبلر) لم تثبت كتفسير لتأثير (هبل). ولكنها أصبحت فرضية بديلة لدي علماء الفلك خلال السبعين سنة الماضية

## تأثير (شيبرو)
نظرية تمدد الكون التي ذكرها (هبل) جعلت علماء الفلك يوعزونه هذا التمدد إلي الانفجار الكبير. ويعتبرون كوننا بقايا هذا الحدث العظيم الذي وقع في الزمن السحيق. ورجح العلماء أنهم لو عادوا بالزمن سوف يعلمون الكثير عن مسألة خلق الكون وكيف وأين نشأ. وهذا يرجح من خلال انكماشه علي ذاته. والفلكيون يعتمدون علي نظرية تمدد الكون والإزاحة الحمراء وعلاقتها بالمجرات البعيدة. ولو اهتدوا إلي تفسير آخر. فلن يكون لنظرية الانفجار الكبير للكون وجود. وهذا الاتجاه المعاكس نجده في نظرية تأثير (شيبرو) حيث فسر فيها الإزاحة الحمراء لضوء الأجرام السماوية. وهو عالم شهير بمعهد التكنولوجيا بجامعة ماشوسيست. فنراه يقول : حسب نظرية النسبية العامة لإينشتين. فإن موجة الضوء تعتمد علي شدة وقوة الجاذبية التي تقع عليها في مسارها. لأن سرعة الضوء تقل عندما تمر بحقل جاذبية. وقد لاحظ (شيبرو) أن إشارات الرادار التي ترسل من الأرض لكوكبي الزهرة وعطارد لتعود كصدي إلينا قد تأخرت 200 ميكروثانية (0،002ثانية) بسبب تأثير جاذبية الشمس وكان معدل التباطؤ في سرعة الإشارة الرإدارية يزداد كلما اقتربت من الشمس. وهذا التأخير أظهر صحة النظرية النسبية لإينشتين. وأطلق علي هذه التجربة (تأثير شيبرو). ولما كان مركبتا الفضاء (مارينر 6ومارينر 7) يدوران حول المريخ لتصويره بالألوان وكانت ترسل إليهما إشارات راديوهية. ولوحظ تأخيرزمن عودتها ووصولها للأرض. ويطلق علي تأثير (شيبرو) التمدد الجاذبي للزمن Gravitational time dilatation. 
والضوء يفقد سرعته وطاقته عندما يمر بحقل جاذبية مما يسفر عن إزاحة حمراء في طيفه.وهذا مايطلق عليه تأثير طويل المديLong-range effect الذي يبين انحناء الضوء يواسطة شدة جاذبية الشمس والأجرام الكبيرة. وتأثير قصير المدي effect Short- rangeالذي يتلاشي بسرعة عندما يبتعد شعاع الضوء. لكن تأثير العالم (شيبرو) يعتبر تأثيرا طويل المدي والذي بين فيه أن تأخر الزمن يقل عكسيا حسب حسب المسافة وبعد مسار الضوء عن مركز الشمس أو الجرم. أي أن تأثير (شيبرو) يقل عكسيا حسب المسافة.
ويعلق (ثاكر) علي هذا بقوله : تصور ضوءا يبث من مجرة تبعد عنا مائة مليون سنة ليصل إلينا بعد مائة مليون سنة. فلو سار هذه المسافة طوال هذه السنين المديدة بلا كلل باتجاه الأرض. فسوف يمر خلال حقل جاذبية بالفضاء الخارجي عبارة عن تجمع جاذبية كل نجم ومجرة يمر به خلال مساره. وحسب نظرية تأثير (شيبرو). فإن الضوء سوف ينتابه تباطؤ تراكمي صغير بسبب الجاذبية التي سوف تؤثر عليه في مساره الطويل المدي.. وهذا الضوء ستقل طاقته مما يظهر له إزاحة حمراء في طيفه ليس بسبب بعد مصدره بالمجرة الوافد منها. أي أن الإزاحة الحمراء تزيد ببعد مصدره بسبب الجاذبية التي تقلل من طاقته. وهذا ما لاحظه (هبل) إلا أن هذا ليس سببه تأثير (دوبلر) أو تمدد الكون كما قال (هبل) أو الانفجار الكبير كما يرجح الفلكيون حاليا. وقد لايكون هناك قوة جاذبية خفية في الفضاء الخارجي البعيد تنبعث من الأجرام البعيدة لتحدث هذه الإزاحة الحمراء في طيف الضوء تساوي ما سبق وأن قيس في طيف ضوء المجرات البعيدة. لكن هذا ليس واقعا حقيقيا كما يقول (ثاكر). لأن علماء الفلك قد درسوا حركة المجرات في سيرها بالكون. فوجدوا أنها تتأثر بحقول الجاذبية للمجرات الأخرى التي تبعد عنها ملايين السنين الضوئية.وهذا ما لاحظوه فعلا من خلال الاختلافات ثنائية القطب Dipole variations.وهذه الظاهرة تشكل زيادة طفيفة جدا في الحرارة للأشعة الخلفية للكون عندما ترحل باتجاه الأرض. وتنقص طاقتها في الاتجاه المعاكس لحركة الأرض. وهذه المقاييس الثنائية القطب يمكن الاستعانة بها في تحديد سرعة الأرض في مدارها حول الشمس وهذه السرعة معروفة لدينا حاليا. إلا أن اتجاه وسرعة حركة نظامنا الشمسي ككل تتناسب مع سرعة وحركة مجرتنا. وهذا شيء لم يسبق لنا قياسه بدقة ولاسيما قياس حركتها بالنسبة للمجرات البعيدة عنها. لكن الدراسات بينت أن مجرتنا تسحب باتجاه مجرات هيدرا وقنطورس وفيرجو. وبسبب هذا السحب الجاذبي المؤتلف. نري مجرتنا تتجه باتجاه هذه المجرات البعيدة الجاذبة لها بسرعة أكبر من مليون ميل في الساعة. وهذا سببه التأثير التراكمي لحقول جاذبيتها الهائلة. رغم أنها تبتعد عن مجرتنا بمائة مليون سنة ضوئية. لهذا لايمكن تجاهل قوي الجاذبية في الكون أو إهمالها. رغم أن قوة جاذبية هذه المجرات البعيدة تعتبر قوة قصيرة المدي نسبيا والتي تقل مع مربع السرعة.
وعلي هذا كما يقول (ثاكر). نجد أن تأثير (شيبرو) (التأخير الجاذبي للزمن) وكما توقعه إينشتين.. يجعل الضوء الوافد من المجرات البعيدة يفقد طاقته مما يسفر عن الإزاحة الحمراء في طيفه. لكن كمية الإزاحة تعتمد علي المسافة وبعد المجرات.
وما قاله (شيبرو) لايعتبر جزءا من مفهوم نظرية (هبل) حول تمدد الكون وقياس بعد المجرات إلا أن (ثاكر) لا يطبقه علي بعد الكوازارات. إلا أن (شيبرو) قد بين أن الإزاحة الحمراء بطيف الضوء القادم من أغوار الفضاء الخارجي ليست بسبب تأثير (دوبلر) أو السرعات المتتابعة للضوء. واعتبره نتيجة طبيعية لتأثير حقول الجاذبية بين المجرات التي يمر بها الضوء مما يؤثر علي انتشاره. ويعلق (ثاكر)علي هذا قائلا :إن تأثير (شيبرو) لاينطبق إلا علي الإزاحات الحمراء الصغيرة.ولاينطبق ولا ينطبق علي الإزاحات الحمراء في أطياف الكوازارات التي تتطلب حقولا مغناطيسية شديدة بين المجرات الكبيرة التي تقع في الفضاء ونحن نعيش فيها.

## موجات الجاذبية
هناك عامل ثان غير تأثير حقل الجاذبية بين المجرات وتأثيره علي فقدان الضوء لطاقته لم يؤخذ في الاعتبار.وهو موجات الجاذبية التي أشار إليها إينشتين عندما قال : أن أي جسم يقوم بالتسارع بسبب قوي الجاذبية يبث موجات جاذبية تفقده طاقته. ففوتون ضوء عندما يمر في عمق الفضاء الخارجي يتسارع بقوي الجاذبية. ويبث موجات جاذبية تفقده طاقة يتولد عنها إزاحة حمراء في طيفه.والفوتون أصغر وحدة طاقة وله تردد خاص. وكلما حمل طاقة قل طوله. 
من هنا نجد أن قانون (هبل)الذي بين أن الإزاحة الحمراء في أطياف أضواء المجرات لها صلة بمسافاتها. لكن هذه الإزاحة كما يقول (ثاكر) ليست بسبب تأثير (دوبلر). ولكنها بسبب تأثير حقول الجاذبية علي الضوء حول المجرات. مما لايدعونا للقول بأن المجرات تتباعد أو تتمدد أو أن ثمة انفجارا كبيرا قد حدث من أصله وأسفر عنه ظهور الكون.وخلص (ثاكر) من هذا الافتراض أن الإزاحة الحمراء بطيف الضوء القادم لنا من أغوار الفضاء الخارجي سببها جاذبية المجرات التي يمر بها وان المجرات البعيدة لاتبتعد عنا أو عن المجرات المجاورة لها. وليس هناد سبب يدعونا لأن نقر بأن ثمة انفجارا كبيرا قد حدث. كما أن مسافات وبعد الكوازارات لاتخضع لمقياس قانون (هبل). فهي أقرب مايكون منا بخلاف ما يظنه الفلكيون. 

## عدسة الجاذبية
يقول (ثاكر) أن النجوم السوبر بالكون هي مجرد نجوم عادية قلوبها تتأجج حرارة. وتظهر بفعل قوي جاذبيتها العالية التي تفوق شدة جاذبية الشمس ملايين المرات.ولها تأثيرها علي الضوء القادم من خلفها سواء من نجوم عظمي(سوبر) أو أجرام سماوية أخرى. فينحني في مساره.والفلكيون تجاهلوا قوة جاذبية النجم السوبر والتي ستضاعف صور النجم. وهذا ما جعل (ثاكر) يرجح أن بعض أو معظم أو ربما كل عناقيد النجوم والمجرات عبارة عن صور بصرية تولدت من تأثير الجاذبية الكونية وأطلق علي هذا التأثير العدسة الجاذبيتية Gravitational lens أو انزياح الضوء الجاذبيتاتي. ولتوضيح التاثير الهندسي لهذه العدسة. نجدها عبارة عن نجم سوبر له قوة جاذبية هائلة ووراءه منطقة أطلق عليها (ثاكر) قمع الصورة المتعددة Multiple- image funnel. وهو عبارة عن مساحة قمعية الشكل نشأت من النجم السوبر وتمتد إلي مالا نهاية. وزاوية قمة القمع هي الزاوية الكبري التي عندها الضوء ينزاح عن مساره عند سطح النجم السوبر بدرجة 30 –40 درجة أو أكثر. وبعتمد هذا القمع علي عدسة الجاذبية التي تولد صورتين لكل نجم في هذه المنطقة. منهما صورة سوف تبدو لنا قريبة جدا من هذا النجم السوبر. لأنها تتأثر بحقل جاذبيته والثانية لن تتأثر بحقل هذه الجاذبية مما يجعلها تري بعيدا عن النجم في مكان آخر بالقمع.ونجد أن نجوما كثيرة تقع داخل نطاق قمع صورتي نجم سوبر. لهذا نري صورا متعددة منها به وكأنها عنقود يتجمع حول هذا النجم.
فالعنقود الكروي (توسكاني)لو نظرنا لصورته سنجده يبعد عنا 13,40 سنة ضوئية. وقطره كما يبدو لنا لايتعدي قطر قمرنا لكنه في الواقع يحتل بالسماء مساحة تعادل 120 سنة ضوئية. وهذه الصورة بلا شك لنجم سوبر قوة جاذبيته مليار مرة جاذبية شمسنا. وهذه الصور التي تبدو لنا وكأنها نجوم عبارة عن صور انزياحية جاذبيتية لنجوم تقع وراء نجم سوبر داخل قمعه المتعدد الصور والذي يقع خلفه. إلا أن كل صورة نجم ليس لها صورة أخت منزاحة بعيدا عنه كما في النجم السوبرولكنها صورة انعكاسية لاتجاهه.. لهذا النجم السوبر يظهر في تلسكوباتنا كعنقود كروي. وهذه الرؤية البصرية تنطبق علي 200 عنقودا كرويا في مجرتنا درب التبانة وآلاف العناقيد الكروية الموجودة بالمجرات المجاورة والتي تعتبر عناقيد نجومها وصورها تتركز فوق نجم سوبر. وهذا مايجعل كل من هذه الصور في حركة دائرية عشوائية وغير متزامنة كما نراها في المجرات. والصور التجمعية في هذه العناقيد الكروية نجد ضوءها أكثر إحمرارا بالنسبة للنجوم الفردية في مجرة درب التبانة. وهذا الاحمرار قرينة علي عمرها. 
فالصور التجمعية بالعناقيد الكروية وهما سرابيا بصريا بتأثير الجاذبية الهائلة بقلب النجم السوبر. وهذا يفسر لنا وجود النجوم الزرقاء التي تشاهد مع الصور النجمية داخل العنقود الكروي والتي تبدو أنها أصغر عمرا من النجوم حولها. وفي هذه العناقيد الكروية نجد أن نجومها أكبر كثافة من النجوم في المجرة أو المجرات الأخرى البعيدة. وهذه الكثافة العالية متوقعة لو ان الذي نشاهده صورا حقيقية لنجوم بعيدة داخل القمع المتعدد الصور. فليس قياس الكثافة في هذه الحالة له حدودا.مما يجعل الثقوب السوداء التي يظن أنها تقع في مركز كثير من المجرات لاتعتبر ثقوبا سوداء بالمرة، لأنها عبارة عن نجوم سوبر. وعناقيد النجوم ليست عناقيد نجوم حقيقية. ولكنها عناقيد صور نجوم بعيدة تولدت بتأثير عدسة الجاذبية لنجم سوبر. فنظرية تأثير عدسة الجاذبية سوف تحدد ملامح المجرات البيضاوية والعنقودية مما سيظهرها كخدع بصرية أو وهم منظور. لأننا لاننظر لها مباشرة ولكننا نري صورها المنزاحة عن مسارضوئها بواسطة عدسة الجاذبية لتري حسب دوران النجم السوبر حول محوره وحسب رؤيتنا له وموقعها داخل قمعه المتعدد الصور. لهذا نجد أن المجرات والعناقيد تظهر لنا حلزونية أو بيضاوية أو كروية حول اتجاه محور دوران النجم السوبر إلينا. رغم أنها ليست تجمعا للنجوم فقط ولكن لصورها أيضا. 
ولو كان محور دوران النجم السوبر في اتجاه نظرنا من فوق الأرض. فإن حقل جاذبيته في جانبه المقابل لنا سوف يقترب من الأرض بينما يبتعد عنها من جانبه الآخر. والضوء القادم إلينا من الصورالنجمية البعيدة والذي سيمر من حقل الجاذبية المقابل للأرض سوف ينزاح بطيفه ناحية اللون الأزرق ليكون فيه إزاحة زرقاءBlue-shift والضوء القادم من الجانب الآخر من النجم ويمر بحقل الجاذبية حوله ينزاح بطيفه للون الأحمر. لهذا مايقال عن دوران النجوم حول مركز المجرة وهما. لأننا نعتمد علي لون الطيف الأحمر أو الأزرق لصور نجمية زائفة لنري نجوما بعيدة سواء في عناقيدها أو مجراتها. وقد أوجدتها عدسة الجاذبية لنجم سوبر يدور حول نفسه له قوة جاذبية هائلة. وهذا ما يجعل أعداد النجوم بالسماء تقل كثيرا عما نعده أو نتوقعه.

## الجاذبية الكونية
يقال أن الجاذبية خاصية دائمة للمادة.لأن شدة الجاذبية تتناسب طرديا مع كتلتها. فكيلوجرام ذهب تعادل قوة جاذبيته قوة جاذبية كيلوجرام خشب. وقالبان من الطوب بهما قوة جاذبية ضعف قوة جاذبية قالب طوب واحد. لهذا نجد أن الجاذبية بكا عنصر تزيد كلما زادت كتلته. وقد تعلمنا أن الجاذبية ثابتة إلا أننا لانعلم عنها كثيرا. إلا أن الشمس والنجوم السوبر تفوق شدة جاذبياتها كتلات موادها أو عناصرها. فقوة جاذبية الشمس تنتج من خلال مكونين هما مادة الشمس ذاتها والكميات الضخمة من الأنوية الحرة Free nuclei بقلبها المشتعل والتي هي عبارة عن ذرات عناصر فقدت إلكتروناتها من مداراتها حول أنويتها لتصبح موجبة الشحنة فتظل في تنافر مستمر. لهذا تعتبر الشمس نجما أعظم (سوبر). لهذا النجوم السوبر قوة جاذبياتها تفوق أوزانها (كتلاتها).
وكان يظن أن النوابض Pulsars عبارة عن نجوم نترونية دوارة تبث طاقتها النبضية (600 نبضة في الثانية) باتجاه شمسنا. ويظن أن قطرها 10 ميل. لهذا تدور في حركة مغزلية 600 مرة في الثانية بسرعة تقدر بحوالي 50% من سرعة الضوء.ويقال أن النجم النتروني هو بقايا نجم عادي استنفد كل وقوده وبرد وتقلص حتي أعتصرت كل ذراته بقوي الجاذبية. وبين (ثاكر) في نظريته اتحاد القوي النووية للجاذبية Nuclear binding theory of gravity أنه عندما تتمدد الأنوية معا بإحكام.فإن شدة جاذبيتها تقل. 